# 2598 Merlin
Merlin (asteroide 2598) é um asteroide da cintura principal, a 2,1866513 UA. Possui uma excentricidade de 0,215388 e um período orbital de 1 699,33 dias (4,65 anos).
Merlin tem uma velocidade orbital média de 17,84146285 km/s e uma inclinação de 7,78506º.
Este asteroide foi descoberto em 7 de setembro de 1980 por Edward Bowell.
Seu nome é uma referência ao mago Merlin, referenciado na história do rei Arthur.